# Stolnic
Stolnic (iz slovanskega stol – miza) je bil plemiški (bojarski) dvorni položaj v donavskih kneževinah Vlaški in Moldaviji, ki približno ustreza položaju senešala.
Mare stolnic (veliki ali glavni stolnik)  je skrbel za vladarjevo omizje. V posebnih okoliščinah je bil zadolžen tudi za preskušanje jedi oziroma ugotavljanje, da niso zastrupljene. Njemu podrejena sta bila drugi in tretji stolnik, ki sta skrbela za vladarjeve redne obroke in jedilnico, urejenost dvorišča in zbiranje desetine rib, ulovljenih v Donavi in ribnikih. Podrejeni stolniki so bili lahko tudi vojaška kategorija.
Naziv se je v Vlaški prvič dokumentirano uporabil leta 1392, v Moldaviji pa leto kasneje.
Podoben položaj so imeli na Poljskem, v Litvi in Moskovski veliki kneževini.

## Slavni stolniki
- Constantin Cantacuzino (okrog 1650-1716), stolnik, diplomat, zgodovinar in geograf.

## Vir
- Academia Republicii Populare Române, Dicționar Enciclopedic Român, Editura Politică, Bukarešta, 1962-1964.